# Апостольский викариат Александрии Египетской
Апостольский викариат Александрии Египетской (лат. Vicariatus Apostolicus Alexandrinus Aegypti) — апостольский викариат Римско-Католической церкви. Апостольский викариат Александрии Египетской подчиняется непосредственно Святому Престолу. Апостольский викариат Александрии Египетской распространяет свою юрисдикцию на всю территорию Египта. Кафедральным собором апостольского викариата Александрии Египетской является церковь святой Терезы Младенца Иисуса.

## История
18 мая 1839 года Римский папа Григорий XVI издал бреве Ex munere pastoralis, которым учредил апостольский викариат Аравии и Египта, выделив её из апостольского викариата Сирии, Египта, Аравии и Кипра (сегодня — Апостольский викариат Халеба) и миссии sui iuris Нижнего Египта, которая относилась к Кустодии Святой Земли). Пастырское попечение апостольским викариатом было поручено монахам из монашеского ордена францисканцев. Первоначально апостольский викариат Аравии и Египта распространял свою юрисдикцию не только на верующих латинского обряда, но и на общины католиков коптского обряда и армянского обряда, которые в то время были малочисленны, неорганизованны и не имели собственной иерархии.
3 апреля 1846 года апостольский викариат Аравии и Египта передал часть своей территории апостольскому викариату Центральной Африки (сегодня — Архиепархия Хартума). В 1851 году апостольский викариат апостольский викариат Аравии и Египта был переименован в апостольский викариат Египта.
В 1885 году Римский папа Лев XIII учредил александрийскую епархию Армянской католической церкви и верующие этой общины вышли из-под юрисдикции апостольского викариата Египта.
25 января 1886 года и 13 сентября 1894 года апостольский викариат Египта передал часть своей территории для возведения новых апостольской префектуре Дельты Нила (упразднённый апостольский викариат Гелиополя Египетского) и Эритреи (упразднённый Апостольский викариат Асмары).
26 ноября 1895 года Римский папа Лев XIII издал бреве Christi Domini, которым учредил Патриархат Александрии Коптской и верующие коптского обряда вышли из-под юрисдикции апостольского викариата Египта.
12 июля 1926 года апостольский викариат Египта передал часть своей территории для возведения нового апостольского викариата Суэцкого канала (упразднённый Апостольский викариат Порт-Саида).
27 января 1951 года Конгрегация по делам восточных церквей выпустила декрет Nuper Apostolicae Sedi, которым переименовала апостольский викариат Египта в апостольский викариат Александрии Египетской.
30 ноября 1987 года Конгрегация по делам восточных церквей издала декрет Cum olim, которым упразднила апостольские викариаты Гелиополя Египетского и Асмары, а их территорию присоединила к апостольскому викариату Александрии Египетской.

## Ординарии апостольского викариата
- епископ Perpetuo Guasco (7.06.1839 — 2.08.1859);
- епископ Pasquale Vujcic (28.09.1860 — 6.08.1866) — назначен апостольским викарием апостольского викариата Боснии;
- епископ Luigi Ciurcia (27.07.1866 — 1.05.1881);
- епископ Anacleto Chicaro (13.05.1881 — 5.10.1888);
- епископ Guido Corbelli (9.10.1888 — 22.06.1896) — назначен епископом Кортоны;
- епископ Gaudenzio Bonfigli (22.02.1896 — 6.04.1904);
- епископ Aurelio Briante (23.07.1904 — 1921);
- епископ Igino Nuti (23.12.1921 — 1945);
- епископ Jean de Capistran Aimé Cayer (26.05.1949 — 13.04.1978);
- епископ Egidio Sampieri (29.04.1978 — 26.08.2000);
- епископ Giuseppe Bausardo (24.02.2001 — 29.10.2008);
  - священник Gennaro De Martino (29.10.2008 — 1.09.2009) — апостольский администратор;
- епископ Adel Zaky (01.09.2009 — по настоящее время)

## Источник
- Annuario Pontificio, Libreria Editrice Vaticana, Città del Vaticano, 2003, ISBN 88-209-7422-3
- Бреве Universi dominici gregis, Raffaele de Martinis, Iuris pontificii de propaganda fide. Pars prima, Tomo V, Romae 1893, стр. 178  (лат.)
- Бреве Ex munere pastoralis, Bullarium pontificium Sacrae Congregationis de Propaganda Fide, Tomo V, Romae 1841, стр. 175  (лат.)
- Булла Christi Domini, ASS 28 (1895-96), стр. 257  (лат.)
- Декрет Nuper Apostolicae Sedi, AAS 43 (1951), стр. 176  (лат.)
- Декрет Cum olim, AAS 80 (1988), стр. 103  (лат.)
- Leonardus Lemmens, Hierarchia latina Orientis, mediante S. Congregatione de propaganda fide instituita (1622—1922), in Orientalia Christiana, vol. IV, n° 10 (1924), стр. 302  (лат.)